# Isonychus prasinus
Isonychus prasinus är en skalbaggsart som beskrevs av Nonfried 1891. Isonychus prasinus ingår i släktet Isonychus och familjen Melolonthidae. Inga underarter finns listade i Catalogue of Life.